# Julia Schlaepfer
Julia Schlaepfer (* 3. März 1995 in Bellevue, Washington, USA) ist eine US-amerikanische Schauspielerin.

## Leben
Julia Schlaepfer ist die Tochter des Vermögensverwalters Phil Schlaepfer und dessen Ehefrau Lesli Schlaepfer. Sie studierte Schauspiel an der Atlantic Acting School der New York University, wo sie 2017 ihren Abschluss machte. Seit 2017 war sie in sieben Film- und Fernsehproduktionen zu sehen.
Gemeinsam mit ihren Eltern und den Geschwistern Andreas und Christopher engagieren sie sich seit 2020 in ihrer 
Schlaepfer Family Foundation. Die Stiftung setzt sich für die Förderung einer öffentlichen Politik ein, die auf freiem Unternehmertum und individueller Freiheit basiert, die Anerkennung und Unterstützung von Familien und Einzelpersonen, die für das Land gedient und Opfer gebracht haben, sowie die Stärkung motivierter Menschen durch Bildungs- und außerschulische Möglichkeiten.

## Filmografie
- 2017: Madam Secretary (Fernsehserie, Folge 3x18)
- 2018: Charlie Says
- 2018: Instinct (Fernsehserie, Folge 1x05)
- 2019–2020: The Politician (Fernsehserie, 15 Folgen)
- 2022: Über mir der Himmel (The Sky Is Everywhere)
- 2022: American Horror Stories (Fernsehserie, Folge 2x04)
- 2022–2025: 1923 (Fernsehserie, 15 Folgen in 2 Staffeln)